# Friedrich Hamann
Friedrich Georg Hamann (* 5. Februar 1889 in Eckernförde; † 25. Juni 1973 in Flensburg) war ein deutscher Ingenieur und Manager der Energiewirtschaft.

## Leben
Der Sohn des Eckernförder Fabrikbesitzers Christian Hamann besuchte die Mittelschule in Eckernförde und Oberrealschule in Flensburg. Nach einem Jahr praktischer Ausbildung beim Elektrizitätswerk Flensburg studierte er acht Semester Elektrotechnik am Friedrichs-Polytechnikum in Köthen und anschließend an der Technischen Hochschule Berlin-Charlottenburg. In Köthen wurde er Mitglied der Akademischen Verbindung Marchia, des späteren Corps Marchia Braunschweig. Seine berufliche Laufbahn begann er als Projektierungs- und Werbeingenieur bei der Firma Bergmann in Berlin, für die er in Ellwangen die Überlandzentrale des Jagstkreises baute. Im Juni 1913 wechselte er zur AEG, übernahm jedoch schon im Herbst des gleichen Jahres die Stelle eines Bauleiters beim Baubüro Schwäbisch Gmünd  des Überlandwerks Jagstkreis, nachdem dieses von der Rheinelektra übernommen worden war. Im Ersten Weltkrieg leistete er von Anfang 1915 bis 1916 Dienst beim Heer. Anschließend war er Oberingenieur beim Elektrizitätsverband Gröba. Mitte März 1918 wurde er Direktor am Kreiselektrizitätsamt Sagan und Direktor der Überlandzentrale Sagan. In der Folge war er Direktor der Kommunalen Boberkraftwerke Greisitz GmbH, Sagan, der Kommunalen Kraftwerke Niederschlesien GmbH, Sagan und der Kommunalen Elektrizitätswerke Schlesien GmbH, Sagan.
1922 wurden aus den Kreiselektrizitätsämtern Sprottau, Freystadt und Sagan die Kommunale Elektrizitäts-Lieferungsgesellschaft Sagan AG gegründet und Hamann im Juni 1922 zu deren Direktor und Vorstandsmitglied ernannt. Aufgrund seines technischen Wirkens in den ersten zehn Jahren nach Kriegsende in Sagan war die Gesellschaft in der Lage, die jährlich verkaufte elektrische Energie um mehr als den Faktor 15 zu steigern.
Hamann war Handelsrichter am Landgericht Glogau, Mitglied der Industrie- und Handelskammer Sagan, Sachverständiger für Elektrotechnik am Landgericht Glogau sowie Vorsitzender der Interessengemeinschaft der Industrie des Kreises Sagan, des Verkehrsvereins Sagan und des Direktoriums der Ressourcengesellschaft Sagan. Außerdem war er Schriftführer des Bobervereins und Vorstandsmitglied der Siedlungsgesellschaft Sagan und der Verkehrsvereinigung Nord-Niederschlesien. Weiterhin gehörte er verschiedenen Kommissionen der Vereinigung der Elektrizitätswerke, Bezirksverband Schlesien, an. Er war Mitglied der Verkehrsdeputation des Magistrats von Sagan. Aus seiner Ehe mit Helene Bergdolt gingen zwei Töchter hervor.